# Kerry Fox

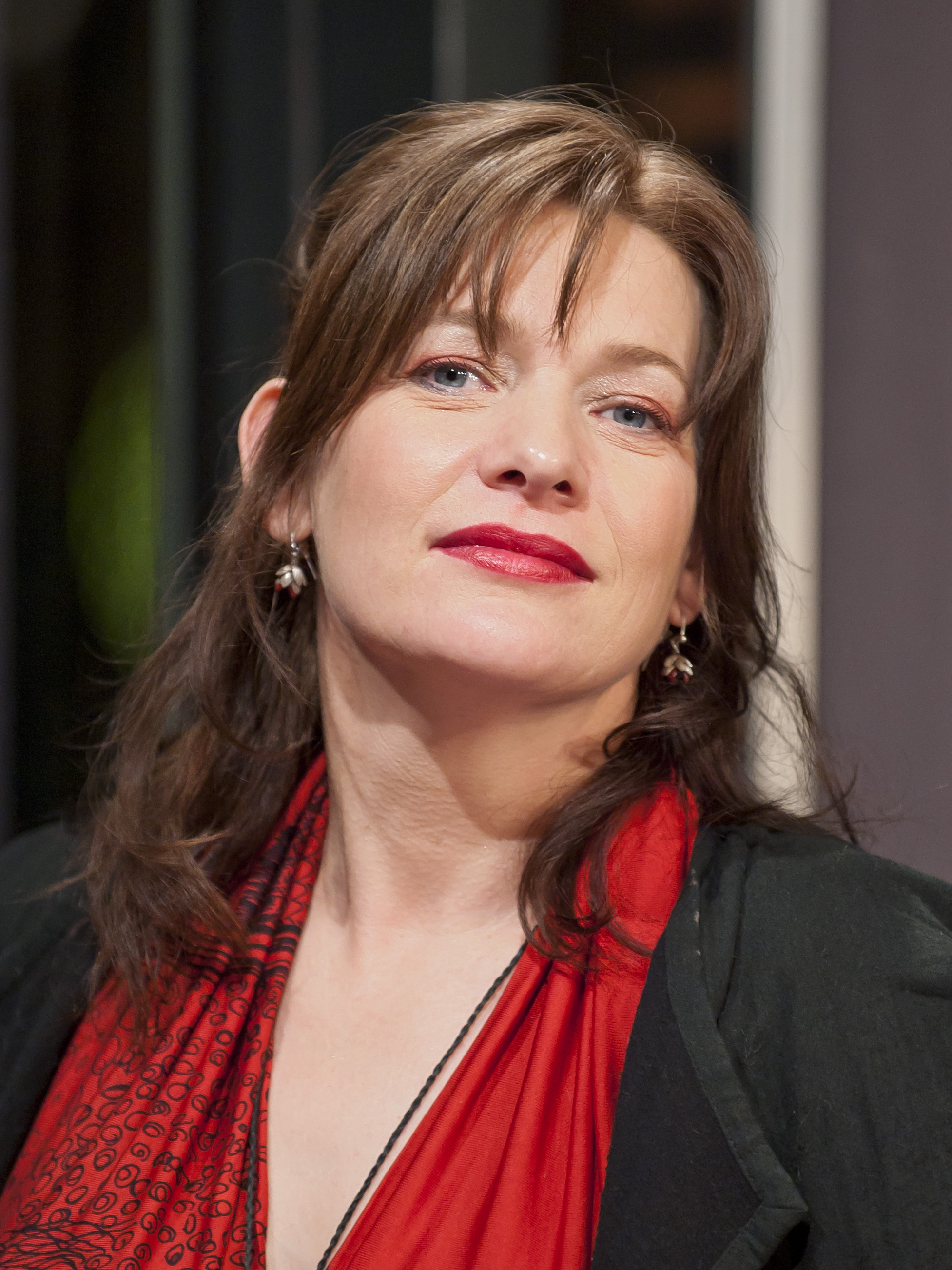
Kerry Fox auf der Berlinale 2009

Kerry Fox (* 30. Juli 1966 in Wellington) ist eine neuseeländische Schauspielerin.

## Leben und Karriere
Fox wurde 1990 durch ihre Rolle der Autorin Janet Frame in dem Film Ein Engel an meiner Tafel bekannt, wobei sie eine hochgradig schüchterne und sensible  Schriftstellerin darstellte, die fälschlich als schizophren diagnostiziert wurde. Für ihre Rolle als Claire in dem Film Intimacy wurde sie auf der Berlinale 2001 mit dem Silbernen Bären ausgezeichnet.
Fox war bis 1997 mit dem Schauspieler Jaime Robertson verheiratet. Seit 2004 ist sie mit dem Autor und Journalisten Alexander Linklater verheiratet, das Paar hat zwei Kinder.

## Filmografie

### Spielfilme
- 1990: Ein Engel an meiner Tafel (An Angel at My Table)
- 1992: Wege der Liebe (The Last Days of Chez Nous)
- 1993: Eine Freundschaft (Friends)
- 1993: Anschlag auf die Rainbow Warrior (The Rainbow Warrior, Fernsehfilm)
- 1994: Der unsichtbare Tod (The Last Tattoo)
- 1994: Der Besuch aus England (Country Life)
- 1994: Kleine Morde unter Freunden (Shallow Grave)
- 1995: Eine unerhörte Affäre (A Village Affair, Fernsehfilm)
- 1995: The Affair (Fernsehfilm)
- 1995: Saigon Baby
- 1997: The Hanging Garden
- 1997: Welcome to Sarajevo
- 1998: Das Geräusch einer klatschenden Hand (The Sound of One Hand Clapping)
- 1998: Die Weisheit der Krokodile (The Wisdom of Crocodiles)
- 1999: The Darkest Light
- 1999: Thinking About Sleep (Kurzfilm)
- 1999: To Walk with Lions
- 1999: Shockers: Deja Vu (Fernsehfilm)
- 1999: Fanny und Elvis (Fanny and Elvis)
- 2001: The Point Men
- 2001: Intimacy
- 2002: Black and White
- 2002: The Gathering
- 2003: So Close to Home
- 2004: Niceland (Population. 1.000.002) (Næsland)
- 2004: Bob the Builder: Snowed Under (Stimme)
- 2005: Rag Tale
- 2005: Footprints in the Snow (Fernsehfilm)
- 2005: Cold Blood (Fernsehfilm)
- 2006: Nostradamus (Fernsehfilm)
- 2007: Intervention
- 2007: The Ferryman – Jeder muss zahlen (The Ferryman)
- 2007: He Said (Kurzfilm)
- 2008: Inconceivable
- 2008: The Shooting of Thomas Hurndall (Fernsehfilm)
- 2009: Sturm (Storm)
- 2009: Bright Star
- 2010: Morning Echo (Kurzfilm)
- 2011: Burning Man
- 2011: Intruders
- 2012: Mental
- 2012: Mr. Pip
- 2013: Wrong Identity – In der Haut einer Mörderin (Trap for Cinderella)
- 2014: Patrick’s Day
- 2015: Holding the Man
- 2015: The Dressmaker
- 2019: Little Joe – Glück ist ein Geschäft
- 2019: Baghdad in My Shadow
- 2019: Rare Beasts
- 2021: The Colour Room

### Fernsehserien
- 1989: Night of the Red Hunter
- 1993: Rocky Star
- 1993: Mr. Wroe’s Virgins (Vierteiler)
- 1996: Geschichten aus der Gruft (Tales from the Crypt, eine Folge)
- 2003: 40 (Dreiteiler)
- 2004: Waking the Dead – Im Auftrag der Toten (Waking the Dead, eine Folge)
- 2005: The Murder Room (Zweiteiler)
- 2007: The Whistleblowers (eine Folge)
- 2008: Der Preis des Verbrechens (Trial & Retribution, eine Folge)
- 2011: Vera – Ein ganz spezieller Fall (Vera, eine Folge)
- 2011: Cloudstreet (Miniserie, sechs Folgen)
- 2012: Inspector Barnaby (Midsomer Murders, eine Folge)
- 2012: New Tricks – Die Krimispezialisten (New Tricks, eine Folge)
- 2012: Falcón (zwei Folgen)
- 2013: Sex & Violence (Miniserie, fünf Folgen)
- 2014: The Crimson Field (Miniserie, fünf Folgen)
- 2016: Ende einer Legende (National Treasure, zwei Folgen)
- 2017: Death in Paradise (eine Folge)
- 2018: The Woman in White (zwei Folgen)
- 2018: Wanted (fünf Folgen)
- 2018: The Split – Beziehungsstatus ungeklärt (The Split, zwei Folgen)
- 2019: MotherFatherSon (eine Folge)
- 2019: Silent Witness (zwei Folgen)
- 2022: Conversations with Friends (zwei Folgen)
- 2022: Half Bad (The Bastard Son & the Devil Himself, vier Folgen)
- 2023: Bay of Fires (acht Folgen)
- 2025: The Stolen Girl (zwei Folgen)